# Deserto del Monte
Il deserto del Monte è un'ecoregione sudamericana della ecozona neotropicale appartenente al bioma delle Praterie, savane e macchie temperate (codice ecoregione: NT0802). Si trova  situata interamente nell'Argentina e si estende sulle aree pedemontane delle province argentine di Catamarca, La Rioja, San Juan, San Luis e Mendoza e inoltre nella metà occidentale della Provincia di La Pampa e nell'estremità settentrionale della Provincia di Río Negro.
Il deserto si trova a sud del deserto di Atacama, nel Cile, a nord del vasto deserto della Patagonia, a est delle Ande e a ovest della catena montuosa delle Sierras de Córdoba.

## Territorio
La delimitazione tra il deserto del Monte, il deserto di Atacama e le steppe della Patagonia, non è ben delineata e il deserto sembra essere quasi la continuazione degli altri due. Gli aspetti geografici sono simili a quelli dell'interno del deserto patagonico, con sedimenti vulcanici, pianure pedemontane, gruppi montuosi e laghi salati disseccati. I fiumi più importanti che lo attraversano sono il Colorado e il suo affluente Río Desaguadero, che si incontrano nella parte sud della regione e rappresentano la principale fonte di irrigazione per la coltivazione della vite.
La regione si trova sottovento a est delle Ande, e a ovest delle Sierras de Córdoba, e riceve poche precipitazioni a causa dell'ombra pluviometrica esercitata dalle catene montuose, che è la principale causa dell'aridità dell'area e della formazione sia del deserto del Monte che degli altri deserti contigui. Questo deserto tuttavia risente in modo minore degli effetti delle correnti marine fredde al largo delle coste sudamericane. Questo permette lo sviluppo di una maggiore varietà di forme di vita rispetto agli altri due deserti dove le condizioni sono più estreme.

## Flora

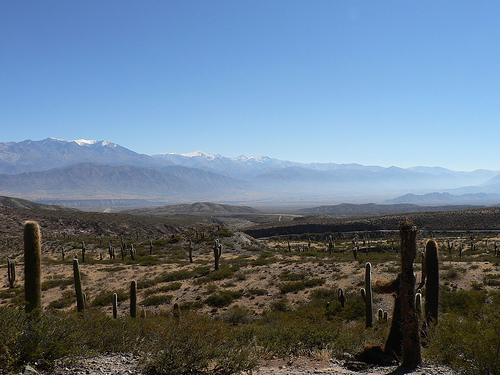
Cactus nel Parco nazionale Los Cardones.

La flora della regione è molto più diversificata rispetto al confinante deserto della Patagonia (in cui crescono prevalentemente arbusti e erbe) e al deserto di Atacama (sostanzialmente privo di forme di vita). Qui gli arbusti spinosi e le erbe sono molto più comuni e nelle aree più ospitali crescono anche alti cactus. Nell'ecoregione scorrono lentamente anche fiumi con numerosi meandri che creano occasionalmente foreste a galleria.
La formazione vegetale più comune è il jarillal, una consociazione caratterizzata dalla presenza del genere Larrea (Larrea cuneifolia, Larrea divaricata e Larrea nitida)(.

## Fauna
La fauna è simile a quella del deserto della Patagonia, ma più diversificata nel numero e nelle specie grazie alle condizioni più favorevoli. Piccoli mammiferi come i topi sono abbondanti, ma si trovano anche animali più grandi come il guanaco e la civetta delle tane. I mammiferi più caratteristici sono l'armadillo peloso urlatore, il Chlamyphorus tuncatus, il puma e vari roditori .